# Lambsborn
Lambsborn är en kommun och ort i Landkreis Kaiserslautern i förbundslandet Rheinland-Pfalz i Tyskland.
Kommunen ingår i kommunalförbundet Verbandsgemeinde Bruchmühlbach-Miesau tillsammans med ytterligare fyra kommuner.